# Россаль-Воронов, Алексей Семёнович
Алексей Семёнович Россаль-Воронов (30 марта 1921, Ананьев, Николаевская губерния — 21 февраля 2008, Москва) — советский и российский художник, иконописец.

## Биография
Из Ананьева, где родился Алексей, семья перебралась в Москву. В Москве Алексей начал учиться в школе. В декабре 1930 года отец был арестован и затем выслан на Урал, в Магнитогорск, на строительство металлургического комбината. Семья последовала за ним. К середине 1930-х годов семья обосновалась в Средней Азии, в Самарканде. Алексей поступил в Самаркандское художественное училище. В нём преподавали сосланные из Москвы и Петербурга педагоги, включая художника Роберта Фалька.
По благословению правящего архиерея Ташкентской и Среднеазиатской епархии митрополита Гурия (Егорова) с начала 1950-х годов начал работать в храме — изучать иконопись и писать иконы.
Приехав в 1961 году в Москву, Алексей Семенович Россаль-Воронов вступил в живописную студию «Новая реальность» Элия Белютина. В 1962 году Россаль-Воронов был в числе художников — участников громкой авангардной выставки в Манеже в 1962 году. Портрет девушки работы А. Россаля-Воронова разъярённый Никита Сергеевич Хрущёв прокомментировал следующим образом: «Что это? Почему нет одного глаза? Это же морфинистка какая-то!».
Настоящее знакомство с православной иконой началось с момента встречи Алексея Россаль-Воронова с иконописцем Марией Николаевной Соколовой (монахиней Иулианией), которую он очень уважал, считал её исключительным человеком.
С конца 1960-х годов Россаль-Воронов начал работать вне Москвы, расписывая целые храмы.
География монастырей, городов и сел, где Алексей Россаль-Воронов работал в православных храмах, очень обширна, его называли «иконописцем всея Руси».
За росписи Малого собора Донского монастыря Алексей Россаль-Воронов был удостоен патриаршей награды — медали преподобного Сергия Радонежского. Но во время ремонта Малого собора Донского монастыря, проведённого при недолгом наместничестве епископа Кирилла (Покровского), росписи Малого собора были полностью уничтожены, поскольку епископ назвал эти росписи «грешными новоделами».

## Расписанные Россаль-Вороновым храмы
- 1973 — Храм преподобного Сергия Радонежского, Уфа.
- 1993 — Малый собор Донского монастыря, Москва.